# Honoria Acosta-Sison
Honoria Acosta-Sison (30 de diciembre de 1888-19 de enero de 1970) fue una médica filipina, la primera mujer en Filipinas en convertirse en médica.

## Biografía
Nació en Filipinas y se graduó en el Woman's Medical College of Pennsylvania en 1909. En 1910 se casó con el director del Hospital General de Filipinas de Manila, donde primero trabajó como asistente en obstetricia. Más tarde fue primera asistente de obstetricia en el Hospital St. Paul de Manila, y en 1914 se convirtió en miembro del cuerpo docente de la Universidad de Filipinas. En 1940 fue profesora de obstetricia y ginecología y jefa del departamento de obstetricia de esta institución.
Fue conocida internacionalmente por su investigación sobre enfermedades trofoblásticas y preeclampsia en el embarazo.

## Premios y honores
- Medalla presidencial en 1955.

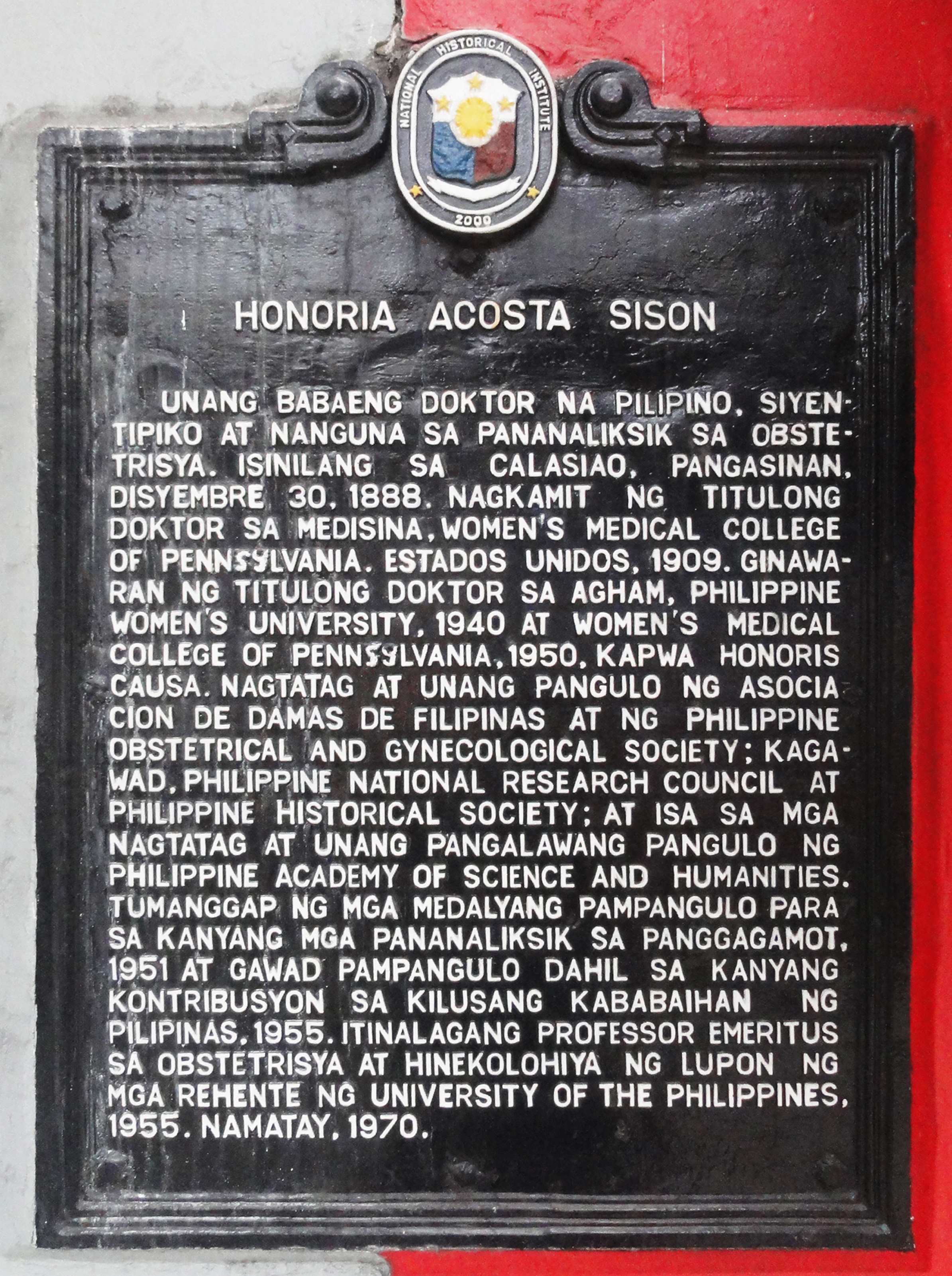
Marcador histórico del Instituto Histórico Nacional instalado para Acosta-Sison en Manila.

- Medalla de oro del Woman's Medical College of Pennsylvania en 1959.
- Médica más destacada de la Asociación Médica de Mujeres de Filipinas en 1959.[3]
- En 1978, Filipinas emitió un sello conmemorativo con su nombre y retrato.[5]